# 東京羽田ヴィッキーズ
東京羽田ヴィッキーズ（とうきょうはねだヴィッキーズ、英: Tokyo Haneda Vickies）は、東京都を拠点に活動する女子バスケットボールチーム。運営法人は一般社団法人羽田ヴィッキーズ女子バスケットボールクラブ。「ヴィッキーズ」とはVictorius（勝利）、Intensity（激しさ）、Courage（勇気）、Knowledge（知恵）、Integrity（誠実さ）、Energy（活動力）、Strength（力強さ）の頭文字から取った造語で、荏原製作所の社内公募によって決められた。1971年に荏原製作所女子バスケットボール部として創設され、2013年から2017年までは羽田ヴィッキーズとして活動していた。現在はWリーグに所属している。
東京都で唯一のWリーグ所属プロバスケットボールクラブであり、運営法人の所在地は東京都大田区。企業チームの多いWリーグの中で地域密着型のプロチームとして地域活動やクリニックを積極的に行っている。また、2012年に「大田区観光PR特使」に任命されており、観光PR特使としては初のスポーツ分野からの選出。2022年で11期連続となる。

## 歴史
- 1972年、佐久間道博の情熱が発端となり荏原製作所の実業団チームとして創部される。当初は関東実業団リーグの1部と2部で活動。
- 1990年、荏原グループに後援会が発足し、チーム強化が始まる。チーム名を「荏原製作所ハローヴィッキーズ」とする。
- 2001年、WJBLに新規入会。チーム名を「荏原製作所エバラヴィッキーズ」に変更し、丸山健治が初代ヘッドコーチに就任。
- 2004年、坂根茂がヘッドコーチに就任。
- 2005年、モントリオール五輪代表の桑田健秀（大田区出身）がヘッドコーチに就任。
- 2007年、チーム名を「エバラヴィッキーズ」に変更。
- 2008年、チャレンジ!おおいた国体バスケットボール競技に東京都代表として出場し優勝を飾る。
- 2012年、WJBL再編に伴いWリーグ所属に。これに伴い運営母体「一般社団法人羽田ヴィッキーズ女子バスケットボールクラブ」が設立される。2012年シーズンは「エバラヴィッキーズ」としてリーグに参加。[3]外山英明がヘッドコーチ就任。
- 2013年、チーム名を「羽田ヴィッキーズ」に改称。実業団から大田区をホームタウンとするプロクラブに移管。なお、荏原製作所はメインスポンサーとして引き続き支援をしている。元金沢総合高校監督の星澤純一がヘッドコーチ就任。
- 2015年、元男子日本代表の古田悟がヘッドコーチに就任。[4]
- 2017年、第18回Wリーグで、クラブ史上初の二桁勝利をあげ、プレーオフに進出した[5]。チーム名を「東京羽田ヴィッキーズ」に改称[6]。前山形ワイヴァンズHCの棟方公寿がヘッドコーチ就任[7]。
- 2018年、本橋菜子がクラブ史上初の日本代表に選出され、FIBA ワールドカップに出場。
- 2019年、第20回Wリーグでクラブ史上二度目のプレーオフ進出とクラブ史上初のプレーオフでの勝利を達成。最終順位はクラブ史上最高の6位。
- 2019年、9月24日~29日までインド・バンガロールで開催された「FIBA 女子アジアカップ 2019」にて女子日本代表チームが大会4連覇。東京羽田ヴィッキーズより代表選出された本橋菜子が、平均17点を挙げて得点王、平均5本でアシスト王のリーダーズ2部門でトップに立ち、オールスター5とともにMVPを受賞。
- 2021年、3月元女子日本代表の萩原美樹子がヘッドコーチ就任。
- 2021年、7月27日～8月8日、東京オリンピックに本橋菜子が日本代表として出場。準優勝し銀メダルを獲得。

## 成績
| 年度    | リーグ   | 回 | レギュラーシーズン | レギュラーシーズン | レギュラーシーズン | プレイオフ | 最終結果 | 皇后杯 |
| 年度    | リーグ   | 回 | 勝                 | 敗                 | 順位               | プレイオフ | 最終結果 | 皇后杯 |
| ------- | -------- | -- | ------------------ | ------------------ | ------------------ | ---------- | -------- | ------ |
| 2001-02 | W1リーグ | 3  | 2                  | 13                 | 6位                | ---        |          |        |
| 2002-03 | W1リーグ | 4  | 4                  | 8                  | 5位                | ---        |          |        |
| 2003-04 | W1リーグ | 5  | 1                  | 11                 | 4位                | ---        |          |        |
| 2004-05 | W1リーグ | 6  | 5                  | 7                  | 3位                | ---        |          |        |
| 2005-06 | W1リーグ | 7  | 6                  | 10                 | 3位                | ---        |          | 2回戦  |
| 2006-07 | W1リーグ | 8  | 11                 | 5                  | 2位                | ---        |          | 1回戦  |
| 2007-08 | W1リーグ | 9  | 8                  | 8                  | 3位                | ---        |          | 3回戦  |
| 2008-09 | W1リーグ | 10 | 8                  | 8                  | 3位                | ---        |          | 2回戦  |
| 2009-10 | W1リーグ | 11 | 11                 | 5                  | 2位                | ---        |          | 3回戦  |
| 2010-11 | W1リーグ | 12 | 7                  | 9                  | 3位                | ---        |          | 3回戦  |
| 2011-12 | W1リーグ | 13 | 10                 | 6                  | 3位                | ---        |          | 3回戦  |
| 2012-13 | Wリーグ  | 14 | 5                  | 17                 | 11位               | ---        | 11位     | 2回戦  |
| 2013-14 | Wリーグ  | 15 | 4                  | 29                 | 11位               | ---        | 11位     | 2回戦  |
| 2014-15 | Wリーグ  | 16 | 2                  | 28                 | 10位               | ---        | 10位     | 3回戦  |
| 2015-16 | Wリーグ  | 17 | 3                  | 17                 | 9位                | ---        | 9位      | 3回戦  |
| 2016-17 | Wリーグ  | 18 | 10                 | 17                 | 8位                | QF敗退     | 8位      | 2回戦  |
| 2017-18 | Wリーグ  | 19 | 9                  | 24                 | 10位               | ---        | 10位     | 4回戦  |
| 2018-19 | Wリーグ  | 20 | 8                  | 14                 | 8位                | QF敗退     | 6位      | 4回戦  |
| 2019-20 | Wリーグ  | 21 | 5                  | 11                 | 8位                | 中止       | 8位      | 4回戦  |
| 2020-21 | Wリーグ  | 22 | 3                  | 14                 | 東5位              | ---        | ---      | 2回戦  |
| 2021-22 | Wリーグ  | 23 | 6                  | 16                 | 9位                | ---        | 9位      | 4回戦  |
| 2022-23 | Wリーグ  | 24 | 7                  | 19                 | 11位               | ---        | 11位     | 4回戦  |
| 2023-24 | Wリーグ  | 25 | 8                  | 18                 | 10位               | ---        | 10位     | 4回戦  |

- F:ファイナル、SF:セミファイナル、QF:クォーターファイナル、SQF:セミクォーターファイナル

※19-20、20-21シーズンはコロナ感染症により一部試合が中止となる。

### 獲得タイトル
国体：優勝1回（2008年）

### 個人賞
- フリースロー成功率     
  - Wリーグ2013-14 稲本聡子
  - Wリーグ2017-18 森本由樹
- ルーキー・オブ・ザ・イヤー（新人王）
  - Wリーグ2018-19 鷹𥖧公歌

## 選手とスタッフ

### 歴代ヘッドコーチ
1. 丸山健治
2. 坂根茂
3. 桑田健秀
4. 外山英明
5. 星澤純一
6. 古田悟
7. 棟方公寿
8. 萩原美樹子

### 過去の主な所属選手
- 丹羽裕美
- 瀬崎理奈
- 落合里泉
- 柳瀬さつき
- 阿形美由紀
- 髙木美恵
- 矢野優子
- 深澤光恵
- 吉田沙織
- 堀部香織

- 松井涼子
- 青木節子
- 陸田美沙子
- 柘植由美子
- 畑中美保
- 早野光星

## ユニフォーム
- サプライヤー：PENALTY
- 前面：荏原製作所、ミンカブ・ジ・インフォノイド
- 背面：水ing

## ホームゲーム
チームが所在する大田区の大田区総合体育館の他、東京都内各所、関東近郊（富津市、港区、練馬区、八王子市、藤沢市）などでもホームゲームを開催する。2014年まで大森スポーツセンターも使用していた。練習場所は荏原製作所の工場敷地内にあった「畠山記念体育館」をホームコートとしていたが、工場移転に伴い2010年1月を以って取り壊され、以降は近隣の「つばさ総合高校」「蒲田女子高校」の施設を借りて練習を行っていたが、2013年10月より「ヤマトフォーラム」（荏原製作所羽田工場跡地の羽田クロノゲート内）をメインの練習場としている。

## マスコット
- ヴィッキーちゃん